# Optis

OPTIS は1989年にJacques Delacourによって設立された光学ソフトウェアメーカー。 光と人間の視覚特性に基づくシミュレーションに特化したOPTISは、仮想プロトタイピング専用のソフトウェアソリューションを提供している。これらの仮想プロトタイプは、製品設計で使用された物理プロトタイプを置き換え、業界が製品開発プロセスの上流で信頼性の高い設計上での妥当性検討に貢献。本社はToulon ( フランス )の近くにある la Farlède。日本においては、OPTIS Japanとして2007年より事業を開始している。

## 歴史

### 創業
1989年、Jacques Delacourは光学シミュレーションに特化した次世代のソフトウェア開発を目的とし、OPTISを設立。ソフトウェア販売と、ソフトウェアを活用したコンサルティング活動を行う。 OPTISは、光の伝搬を解析する最初のソフトウェアSOLSTISを開発。同ソフトウェアは主に、光学システムの設計を専門とする企業、研究開発部門、大学によって使用された。1990年、光学シミュレーション、測光、レーザー伝搬を同時に提供する最初の企業となった。

### 開発の軌跡
1994年、OPTISは、SOLSTISをベースに開発されたSPEOSを発表。SPEOSは、比色シミュレーション機能や物理学を基としたレンダリング機能を備える。
2001年、DASSAULT Systèmesとパートナー契約を締結し、CATIA V5にSPEOSを統合。翌年にはSOLIDWORKS、2009年にPTC Creo 、2014年にSiemens NXとも統合している。2007年、材質の光学特性を測定するための携帯型測定器を開発。測定データをSPEOSソフトウェアに取り組み、レンダリングと計算の精度を向上させた。

### バーチャルリアリティ
2010年、OPTISは物理学に基づく光学シミュレーターの開発に着手。2011年には、インタラクティブなリアルタイム3Dシミュレーション技術に特化したSimply-Sim（現OPTIS Imagine）を買収し、物理学に基づくリアルタイム・レンダリングソフトウェア『THEIA-RT』に両社のテクノロジー融合を成功させた。
2年後、2013年にはIcona Solutionsを買収し、英国の企業が認識している品質評価の専門知識を得た。
2015年にサウンドシミュレーションの開発を手掛けていたGENESIS社を買収し、従来のシミュレーション、ビジュアライゼーションにサウンドを新たに加えることとなった。